# Stadiumi Besa
Stadiumi Besa – wielofunkcyjny stadion w Kavajë, w Albanii. Rozgrywa na nim mecze klub KS Besa. Stadion może pomieścić 12.000 osób.